# Горска лястовица
Горската лястовица (Petrochelidon fuliginosa) е вид птица от семейство Лястовицови (Hirundinidae).

## Разпространение
Видът е разпространен в Габон, Екваториална Гвинея, Камерун, Република Конго и Нигерия.